# Jacamar violaci
El jacamar violaci (Galbula chalcothorax) és una espècie d'ocell de la família dels galbúlids (Galbulidae) que habita els boscos de ribera del sud de Colòmbia, est del Perú, nord de Bolívia i sud-oest del Brasil.